# پوخولانکا (استان پودلاسکی)
پوخولانکا (به لهستانی:  Pohulanka) یک روستا در لهستان است که در گمینا چرمخا واقع شده‌است.